# Oxylamia subderolia
Oxylamia subderolia là một loài bọ cánh cứng trong họ Cerambycidae.